# خورخي ألفريدو فارغاس
خورخي ألفريدو فارغاس (بالإسبانية: Jorge Alfredo Vargas)‏ هو مذيع أخبار وصحفي ومخرج كولومبي، ولد في 14 مارس 1967 في بوغوتا في كولومبيا.